# Veia jugular interna

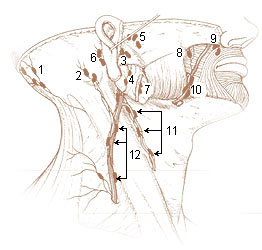
11 - Veia Jugular Interna

A veia jugular interna encontra-se ântero-lateralmente à artéria carótida interna, na metade proximal abaixo do músculo esternocleidomastóideo.
Sua metade distal situa-se no triângulo formado pelas porções clavicular e do esternal do músculo esternocleidomastóideo, e pela clavícula. Anastomosa-se (une-se) juntamente com a veia subclávia no terço proximal da clavícula.